# El hombre del presidente
El hombre del presidente (en coreano, 남산의 부장들; romanizado: Namsanui bujangdeul) es una película de drama político surcoreana de 2020 dirigida por Woo Min-ho. Basada en una novela original del mismo título, la película está protagonizada por Lee Byung-hun, Lee Sung-min, Kwak Do-won y Lee Hee-joon como altos funcionarios del gobierno coreano y la Agencia Central de Inteligencia de Corea (KCIA) durante la presidencia de Park Chung-hee 40 días antes de su asesinato en 1979.
La película se estrenó en Corea del Sur el 22 de enero de 2020, donde encabezó la taquilla hasta el 4 de febrero de 2020. Fue lanzado en los Estados Unidos el 24 de enero de 2020. Fue seleccionada como la entrada de Corea del Sur a la Mejor Película Internacional en la 93.ª edición de los Premios Óscar, pero no fue nominada. La película se estrenó en Japón el 22 de enero de 2021, bajo el nombre KCIA.

## Sinopsis
En la década de 1970, Corea está bajo el control absoluto del presidente Park, quien controla la KCIA, la organización con ventaja sobre cualquier rama del gobierno. El director de la KCIA, Kim Gyu-pyeong, es casi el segundo al mando, pero se enfrenta a la rivalidad del jefe de seguridad del presidente. En medio de un reinado de miedo, un exdirector de la KCIA, Park Yong-gak, que sabe todo sobre las oscuras e ilegales operaciones del gobierno, se exilia y testifica ante el Congreso de los Estados Unidos, abriendo las compuertas a la investigación de Coreagate. A medida que aumenta la tensión, las maniobras políticas asfixiantes de aquellos que desean el poder chocan explosivamente.

## Reparto
- Lee Sung-min como presidente Park: basado en Park Chung-hee, el tercer presidente de Corea del Sur[12] y padre de Park Geun-hye, el undécimo presidente de Corea del Sur
- Lee Byung-hun como Kim Gyu-pyeong: el personaje principal ficticio basado en Kim Jae-gyu, quien se desempeñó como el octavo director de la KCIA de 1976 a 1979.
- Kwak Do-won como Park Yong-gak: el personaje basado en Kim Hyong-uk, quien fue el cuarto director de la KCIA de 1963 a 1969.
- Lee Hee-joon como Kwak Sang-cheon: el personaje basado en Cha Ji-cheol, quien se desempeñó como tercer director del Servicio de Seguridad Presidencial.
- Kim So-jin como Debora Shim, una cabildera
- Seo Hyun-woo como Chun Doo-hyuk: el personaje basado en Chun Doo-hwan, el décimo director de la KCIA y jefe del Comando de Seguridad de la Defensa, quien luego se convirtió en el quinto presidente de Corea del Sur.
- Park Ji-il como Kim Gye-hoon: el personaje basado en Kim Gye-won, el 5.º director de la KCIA, quien se desempeñó como el décimo octavo jefe de Estado Mayor del Ejército de la República de Corea.
- Kim Min-Sang como Jang Seung-ho el personaje basado en Jeong Seung-hwa, quien se desempeñó como el 22.º jefe de Estado Mayor del Ejército de la República de Corea
- Park Seong-geun como Kang Chang-soo: el personaje basado en Park Heung-joo, oficial de la KCIA y coronel del ejército
- Ji Hyun-jun como Ham Dae-yong, un agente de la KCIA
- Eric Bernard como El secuaz francés

## Recepción

### Recepción de la crítica
El hombre del presidente tiene an 88% de aprobación en el sitio web del agregador de reseñas Rotten Tomatoes, basado en 17 reseñas, con un promedio de 7.5/10.

## Premios y nominaciones
| Año  | Premio                                                                      | Categoría                      | Destinatario(s)                                        | Resultado | Ref.          |
| ---- | --------------------------------------------------------------------------- | ------------------------------ | ------------------------------------------------------ | --------- | ------------- |
| 2020 | 25.ª edición de los Premios de Arte Cinematográfico Chunsa                  | Mejor director                 | Woo Min-ho                                             | Nominado  | [ 14 ] [ 15 ] |
| 2020 | 25.ª edición de los Premios de Arte Cinematográfico Chunsa                  | Mejor actor                    | Lee Byung-hun                                          | Ganador   | [ 14 ] [ 15 ] |
| 2020 | 25.ª edición de los Premios de Arte Cinematográfico Chunsa                  | Mejor actor de reparto         | Lee Sung-min                                           | Ganador   | [ 14 ] [ 15 ] |
| 2020 | 25.ª edición de los Premios de Arte Cinematográfico Chunsa                  | Mejor actor de reparto         | Lee Hee-joon                                           | Nominado  | [ 14 ] [ 15 ] |
| 2020 | 25.ª edición de los Premios de Arte Cinematográfico Chunsa                  | Mejor actriz de reparto        | Kim So-jin                                             | Nominada  | [ 14 ] [ 15 ] |
| 2020 | 56.ª edición de los Premios de las Artes Baeksang                           | Mejor película                 | El hombre del presidente                               | Nominada  | [ 16 ] [ 17 ] |
| 2020 | 56.ª edición de los Premios de las Artes Baeksang                           | Mejor director                 | Woo Min-ho                                             | Nominado  | [ 16 ] [ 17 ] |
| 2020 | 56.ª edición de los Premios de las Artes Baeksang                           | Mejor actor                    | Lee Byung-hun                                          | Ganador   | [ 16 ] [ 17 ] |
| 2020 | 56.ª edición de los Premios de las Artes Baeksang                           | Mejor guion                    | Woo Min-ho & Lee Ji-min                                | Nominados | [ 16 ] [ 17 ] |
| 2020 | 56.ª edición de los Premios de las Artes Baeksang                           | Premio Técnico                 | Kim Seo-hee (Maquillaje y Peinado)                     | Ganadora  | [ 16 ] [ 17 ] |
| 2020 | 29.ª edición de los Premios Construir Cine                                  | Mejor película                 | El hombre del presidente                               | Nominada  |               |
| 2020 | 29.ª edición de los Premios Construir Cine                                  | Mejor director                 | Woo Min-ho                                             | Nominado  |               |
| 2020 | 29.ª edición de los Premios Construir Cine                                  | Mejor actor                    | Lee Byung-hun                                          | Ganador   |               |
| 2020 | 29.ª edición de los Premios Construir Cine                                  | Mejor actor de reparto         | Lee Hee-joon                                           | Ganador   |               |
| 2020 | 29.ª edición de los Premios Construir Cine                                  | Mejor actriz de reparto        | Kim So-jin                                             | Nominada  |               |
| 2020 | 29.ª edición de los Premios Construir Cine                                  | Mejor guion                    | Woo Min-ho & Lee Ji-min                                | Nominados |               |
| 2020 | 29.ª edición de los Premios Construir Cine                                  | Mejor fotografía               | Go Rak-sun                                             | Nominado  |               |
| 2020 | 29.ª edición de los Premios Construir Cine                                  | Mejor música                   | Jo Yeong-wook                                          | Nominado  |               |
| 2020 | 29.ª edición de los Premios Construir Cine                                  | Mejor dirección de arte        | Cho Hwa-sung, Park Gyu-bin                             | Nominados |               |
| 2020 | 40.ª edición de los Premios de la Asociación Coreana de Críticos de Cine    | Mejor película                 | El hombre del presidente                               | Ganadora  |               |
| 2020 | 40.ª edición de los Premios de la Asociación Coreana de Críticos de Cine    | Las 10 mejores películas       | El hombre del presidente                               | Ganadora  |               |
| 2020 | 40.ª edición de los Premios de la Asociación Coreana de Críticos de Cine    | Mejor actor                    | Lee Byung-hun                                          | Ganador   |               |
| 2020 | XIV Premios de Cine Asiático                                                | Mejor actor                    | Lee Byung-hun                                          | Ganador   |               |
| 2020 | 7.ª edición de los Premios de la Asociación de Productores de Cine de Corea | Mejor director                 | Woo Min-ho                                             | Ganador   |               |
| 2020 | 7.ª edición de los Premios de la Asociación de Productores de Cine de Corea | Mejor dirección de arte        | Cho Hwa-sung, Park Gyu-bin                             | Ganadores |               |
| 2020 | Premios Cine 21                                                             | Mejor guion                    | Woo Min-ho & Lee Ji-min                                | Ganadores | [ 18 ]        |
| 2021 | 41.ª edición de los Premios de Cine Dragón Azul                             | Mejor película                 | El hombre del presidente                               | Ganadora  | [ 19 ]        |
| 2021 | 41.ª edición de los Premios de Cine Dragón Azul                             | Mejor director                 | Woo Min-ho                                             | Nominado  | [ 20 ]        |
| 2021 | 41.ª edición de los Premios de Cine Dragón Azul                             | Mejor actor principal          | Lee Byung-hun                                          | Nominado  | [ 20 ]        |
| 2021 | 41.ª edición de los Premios de Cine Dragón Azul                             | Mejor actor de reparto         | Lee Sung-min                                           | Nominado  | [ 20 ]        |
| 2021 | 41.ª edición de los Premios de Cine Dragón Azul                             | Mejor actor de reparto         | Lee Hee-joon                                           | Nominado  | [ 20 ]        |
| 2021 | 41.ª edición de los Premios de Cine Dragón Azul                             | Mejor guion                    | Woo Min-ho & Lee Ji-min                                | Nominados | [ 20 ]        |
| 2021 | 41.ª edición de los Premios de Cine Dragón Azul                             | Mejor fotografía e iluminación | Go Rak-sun: Cinematografía; Lee Seung-bin: Iluminación | Nominados | [ 20 ]        |
| 2021 | 41.ª edición de los Premios de Cine Dragón Azul                             | Mejor edición                  | Jeong Ji-eun                                           | Nominado  | [ 20 ]        |
| 2021 | 41.ª edición de los Premios de Cine Dragón Azul                             | Mejor dirección de arte        | Cho Hwa-sung, Park Gyu-bin                             | Nominados | [ 20 ]        |
| 2021 | 41.ª edición de los Premios de Cine Dragón Azul                             | Mejor música                   | Jo Yeong-wook                                          | Nominado  | [ 20 ]        |
| 2021 | 41.ª edición de los Premios de Cine Dragón Azul                             | Premio Técnico                 | Kwak Tae-yong, Hwang Hyo-kyun (Maquillaje)             | Nominados | [ 20 ]        |